# معرزاف، ادلب
معرزاف (به عربی: معرزاف) یک روستا در سوریه است که در ناحیه مرکزی اریحا واقع شده‌است. معرزاف ۱٬۰۴۸ نفر جمعیت دارد.